# Canon EOS 850D
La Canon EOS 850D és una càmera rèflex digital APS-C fabricada per Canon. Aquesta, va ser anunciada el 12 de febrer de 2020 amb un preu de venta suggerit de 1.049,99€, amb l'objectiu Canon EF-S 18-55mm f/4-5.6 IS STM.
És coneguda com a EOS Rebel T8i a Amèrica i EOS Kiss X10i al Japó.
Aquest model va substituir a la Canon EOS 800D.

## Característiques
Les seves característiques més destacades són:
- Sensor d'imatge CMOS APS-C de 24,1 megapíxels
- Processador d'imatge DIGIC 8
- 45 punts d'autoenfocament en creu
- Dual Píxel amb detecció de cara i ulls
- Focus Peaking (Realçat d'enfoc) en el mode d'enfoc manual
- Disparo continu de 7 fotogrames per segon (7,5 fps per live view)
- Sensibilitat ISO 100 - 25600 (ampliable fis a H: 51200)
- Gravació de vídeo: 4k (amb retall) a 25 fps, 30 fps (PAL / NTSC), i Full HD 1080p fins a 50/60 fps
- Gravació de vídeo time lapse a 4k i Full HD 1080p
- Pantalla LCD de 3,0" d'1.040.000 píxels abatible i tàctil
- Connexió Bluetooth i Wi-Fi
- Bateria LP-E17
- Entrada de Jack de 3,5mm per a micròfons externs o gravadores

## Diferències respecte a la 800D[3]
- Gravació de vídeo: Gravació de vídeo 4K, en lloc de vídeo FULL HD
- Més rapidesa en ràfega: 7 fps, en lloc de 6 fps
- Buffer en RAW més gran: 40 fotografies, en lloc de 24
- Bateria amb capacitat per realitzar fins a 800 fotografies, en lloc de 600
- Càmera més lleugera: 515 g, en lloc de 532 g

## Inclòs a la caixa[4]
- Cos de la Canon EOS 850D
- Objectiu EF-S 18-55mm f/4-5.6 IS STM
- Ocular EF-2
- Tapa de la càmera R-F-3
- Corretja per la càmera EW-400D-N
- Bateria LP-E17
- Carregador de bateria LC-E17E
- Tapa d'objectiu E-58 II
- Tapa posterior d'objectiu E
- Cable d'alimentació
- Manual d'usuari

## Accessoris compatibles
- Tots els objectius amb muntura EF / EF-S
- Flaixos amb muntura Canon
- Micròfons amb entrada de Jack 3,5 mm
- Targetes de memoria SD, SDHC i SDXC
- Cable mini HDMI (tipus C)